# ناوگان لاتین
«ناوگان لاتین» تک‌آهنگی از سایپرس هیل، مارک آنتونی، پیت‌بول است که در سال ۲۰۱۰ میلادی و در ماه مارس منتشر شد.